# 指宿枕崎線
指宿枕崎線（いぶすきまくらざきせん）は、鹿児島県鹿児島市の鹿児島中央駅から同県枕崎市の枕崎駅に至る九州旅客鉄道（JR九州）の鉄道路線（地方交通線）である。JRグループで最も南を走る路線である。
薩摩半島の東岸と南端を廻り、県都鹿児島市と温泉地指宿市および港町の枕崎市を結ぶ観光の足となっているほか、鹿児島市への通勤・通学路線となっている。

## 路線データ
- 管轄（事業種別）：九州旅客鉄道（第一種鉄道事業者）
- 路線距離（営業キロ）：87.8 km
- 軌間：1067 mm
- 駅数：36（起終点駅含む）
  - 指宿枕崎線所属駅に限定した場合、起点の鹿児島中央駅（鹿児島本線所属[4]）が除外され、35駅となる。
- 複線区間：なし（全線単線）
- 電化区間：なし（全線非電化）
- 閉塞方式：特殊自動閉塞式（軌道回路検知式）
- 交換可能な駅は駅一覧を参照。
- 保安装置：
  - ATS-SK
  - ATS-DK：鹿児島中央駅 - 前之浜駅下り場内信号機手前間
- 最高速度：85 km/h[2][3]
- ロングレール区間：鹿児島中央駅 - 郡元駅間の鹿児島車両センター構内の一部、宇宿駅 - 坂之上駅間のうち高架区間など点在3か所
- スラブ軌道区間：なし

全線が鹿児島支社の管轄である。
鹿児島中央駅 - 喜入駅間ではIC乗車カード「SUGOCA」の利用が可能であるほか、2023年（令和5年）10月4日から鹿児島中央駅 - 指宿駅間でクレジットカードなどのタッチ決済による列車利用の実証実験が行われている。当初は2024年（令和6年）3月までとなっていたが、後に延長された。列車位置情報システム「どれどれ」は、鹿児島中央駅 - 西頴娃駅間のみ対応している。

## 歴史
改正鉄道敷設法別表第127号「鹿児島県鹿児島附近ヨリ指宿、枕崎ヲ経テ加世田ニ至ル鉄道」の一部にあたる。このうち指宿駅 - 枕崎駅間は第二次世界大戦前に鹿児島南海鉄道という会社が鉄道敷設免許を取得したが、資本金を集められずに解散し免許が失効した区間であった。枕崎駅 - 加世田駅間は1931年（昭和6年）に南薩鉄道（のち鹿児島交通）枕崎線の一部として開業したが、1984年（昭和59年）に廃止されている。
山川駅 - 西頴娃駅間では1960年（昭和35年）の開業時に実キロの1.6倍の擬制キロを採用し割増運賃が適用されたが（翌1961年4月6日の運賃改定で1.2倍に軽減）、翌年5月に国鉄新線建設に対し補助金が出ることになったため擬制キロによる割増運賃は廃止された。

### 年表

#### 国鉄時代
- 1930年（昭和5年）12月7日：指宿線として、西鹿児島駅 - 五位野駅間が開業。谷山駅、五位野駅が開業。
- 1934年（昭和9年）
  - 5月20日：五位野駅 - 喜入駅間が開業。平川駅、瀬々串駅、中名駅、喜入駅が開業。
  - 12月19日：喜入駅 - 指宿駅間が開業。前之浜駅、生見駅、薩摩今和泉駅、宮ケ浜駅、二月田駅、指宿駅が開業。
- 1936年（昭和11年）3月25日：指宿駅 - 山川駅間が開業。山川駅が開業。
- 1944年（昭和19年）10月1日：南鹿児島駅が開業。
- 1960年（昭和35年）3月22日：山川駅 - 西頴娃駅間が開業（旅客営業のみ）。大山駅、西大山駅、薩摩川尻駅、東開聞駅、入野駅、頴娃駅、西頴娃駅が開業。
- 1963年（昭和38年）10月31日：西頴娃駅 - 枕崎駅間が開業（旅客営業のみ）。御領駅、石垣駅、水成川駅、頴娃大川駅、松ケ浦駅、薩摩塩屋駅、白沢駅、薩摩板敷駅、枕崎駅が開業。指宿線から指宿枕崎線に改称。
- 1966年（昭和41年）10月1日：坂之上駅が開業。
- 1973年（昭和48年）3月27日：蒸気機関車が運用終了[11]。
- 1980年（昭和55年）10月1日：西鹿児島駅 - 山川駅間の貨物営業を廃止。
- 1983年（昭和58年）3月8日：西鹿児島駅 - 山川駅間にCTCを導入。
- 1986年（昭和61年）12月1日：郡元臨時乗降場、宇宿臨時乗降場が開業[12]。

#### 民営化後
- 1987年（昭和62年）4月1日：国鉄分割民営化により、九州旅客鉄道（JR九州）に承継。郡元臨時乗降場、宇宿臨時乗降場が駅に変更[13]。
- 1988年（昭和63年）3月13日：慈眼寺駅が開業。
- 1992年（平成4年）7月15日：指宿駅 - 枕崎駅間でワンマン運転を開始[14]。
- 1994年（平成6年）3月14日：山川駅 - 枕崎駅間でタブレット閉塞式の使用を終了し、特殊自動閉塞化[15]。これによりJR九州全線が自動閉塞方式に移行[15]。
- 1997年（平成9年）11月29日：西鹿児島駅 - 指宿駅間でワンマン運転を開始[14]。
- 2004年（平成16年）3月13日：西鹿児島駅が鹿児島中央駅に改称。
- 2006年（平成18年）5月1日：枕崎駅移転により営業キロ0.1 km短縮。
- 2007年（平成19年）7月3日：薩摩今和泉駅構内で線路沿いの崖が幅20 m高さ10 mに渡って崩落、鹿児島中央発山川行き普通列車が流入した土砂に乗り上げ脱線した。死傷者はなし[16]。
- 2008年（平成20年）10月4日：谷山駅 - 慈眼寺駅間2.7 kmの高架化工事着工。
- 2011年（平成23年）3月12日：観光特急「指宿のたまて箱」が新設され[注 1]、特別快速「なのはなDX」が廃止される。
- 2012年（平成24年）12月1日：鹿児島中央駅 - 喜入駅間でICカード「SUGOCA」が利用可能となる。
- 2014年（平成26年）
  - 6月21日：生見駅 - 薩摩今和泉駅間で、線路沿いの崖が高さと幅各約10 mにわたって崩落、指宿発鹿児島中央行き特急「指宿のたまて箱2号」が線路内に流入した木及び土砂に乗り上げ、1両目のほぼ半分が脱線、乗客乗員47名中乗客13名乗員2名の計15名がけが、うち3名が入院[17]。事故後、喜入駅 - 指宿駅間が運休に。詳細は『指宿枕崎線特急「指宿のたまて箱」脱線事故』を参照。
  - 6月28日：同月21日の脱線事故で運休していた喜入駅 - 指宿駅間が始発より運転を再開。同区間で実施していたバス等による代行輸送は、27日限りで終了。なお、特急「指宿のたまて箱」は車両の復元のため引き続き運休とし、特急「指宿のたまて箱」と同じ時刻・停車駅で全車自由席の臨時快速列車を運転した[18]。
  - 7月12日：特急「指宿のたまて箱」の運転を再開。同じ時刻・停車駅で6月28日から運転していた全車自由席の臨時快速列車は7月11日限りで運転終了[19]。
  - 7月19日：JR九州が当線を区間によっては存廃検討対象となることを明らかにしたと南日本新聞が報じる[20]。
- 2016年（平成28年）
  - 3月26日：谷山駅付近 - 慈眼寺駅付近の約2.7 kmが高架化[21]。これにともない、谷山駅は慈眼寺駅寄りに100 m移動[21]。
  - 12月22日：スマートフォンアプリ「JR九州アプリ」内の列車位置情報システム「どれどれ」の運用が開始され、当線では鹿児島中央駅 - 西頴娃駅間のみリアルタイムの列車位置情報を配信開始[9]。
- 2018年（平成30年）3月17日：主に地方ローカル路線の減便・縮小を伴ったいわゆる減便ダイヤが実施され、鹿児島中央駅から山川駅に直通する列車の一部が指宿駅終着となる。
- 2019年（令和元年）7月2日：大雨の影響により全線で終日運休となる。南鹿児島駅線路横の斜面で土砂崩れが発生[22]。7月5日始発より運転再開[23]。
- 2020年（令和2年）
  - 3月14日：山川駅 - 枕崎駅間の最高運転速度を従前の65 km/hから45 km/hへ見直す。
  - 5月30日：郡元駅 - 喜入駅間に駅遠隔案内システム（Smart Support Station）「ANSWER」を導入[24][25]。
- 2021年（令和3年）3月13日：特急「指宿のたまて箱」が臨時列車化[26][27]（毎日運転）。
- 2023年（令和5年）10月1日：JR九州サービスサポートへの駅業務委託を終了し、同社の業務委託駅がJR九州直営となる。

## 沿線概況
鹿児島中央駅からしばらくは鹿児島市内南部の商業・住宅地帯を通る。谷山駅までは鹿児島市電とほぼ並走している。
市街地が途切れる五位野駅あたりからは住宅地や畑が主な車窓である。平川駅あたりから宮ケ浜駅あたりまでは鹿児島湾の海岸線沿いを走り、対岸には桜島や大隅半島が見える。

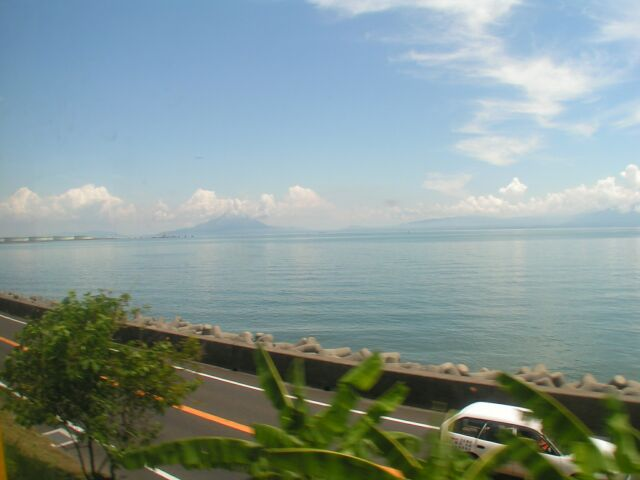
車内から鹿児島方面を望む。石油備蓄基地（ENEOS喜入基地）や桜島が見える。

宮ヶ浜駅を過ぎると内陸に入り、山川駅あたりでまた海岸沿いを通る。その後、南側（枕崎方面進行左側）に開聞岳が見える。このあたりはほぼ畑の中を抜けていくが、台地状の起伏が多く高低差もあり、トンネルまたは切通しになっている箇所も多数ある。温暖な気候のため、低い列車頻度と相まって成長した線路脇の樹木が列車にぶつかる箇所も多々ある。
御領駅以西ではリアス式海岸を避けて内陸寄りの標高の高い場所を走っているため渓谷を跨ぐ橋梁やトンネルも多いが、所によっては太平洋が望める地点もある。
山川駅から枕崎駅までは、時間帯により委託駅員を配置している西頴娃駅を除きすべて無人駅である。

## 運行形態
多くの普通列車・快速列車でワンマン運転を行っているが、朝の一部の列車は車掌が乗務している。また、鹿児島本線と直通する鹿児島発着の列車も朝に1往復（平日のみ）、夕方から夜間に2往復運行される。
日中の鹿児島中央駅 - 喜入駅間は約30分間隔の運行である。喜入駅 - 指宿駅・山川駅間は概ね1時間間隔（ただし、指宿駅 - 山川駅間は時間帯により2時間ほど開く）となる。夕方には鹿児島中央駅 - 慈眼寺駅間、夜間には鹿児島中央駅 - 五位野駅間の区間列車も運行される。
2022年（令和4年）3月改正においての最短運転間隔は喜入駅における7分であり、同駅での上り特急の直後に同駅で折り返す上り普通がこれに該当していたが、2024年（令和6年）3月改正で特急が喜入駅を通過するようになったため、このような光景は見られなくなった。
2016年（平成28年）3月改正で慈眼寺発着1往復が設定されたことで平日の鹿児島中央駅基準の運転本数は特急を含めて上り49本・下り51本となり、単線非電化のローカル線でありながら複線電化である鹿児島本線伊集院方面の鹿児島中央駅基準の平日上下各42本（貨物列車を除く）や昨今県内でも人口増加の目覚ましい姶良・霧島地域を通る日豊本線加治木方面の平日37往復（貨物列車、鹿児島駅発着を除く）を大幅に上回るなど、九州新幹線を含めて鹿児島中央駅を発着する路線で最大の運転本数がある。運転本数のみでなく始発列車がローカル線では異例の4時台（2018年3月以降は下りのみ）と早く、これは国鉄時代から続くものであった。山川駅 - 西頴娃駅・枕崎駅間は運行本数が1日上下16本と少なく、5 - 8時間以上列車のない時間帯がある。鹿児島中央駅 - 枕崎駅間を直通する列車は1日3往復だけで、ほかは指宿駅または山川駅で乗り換えとなる。指宿駅・山川駅 - 西頴娃駅間の区間列車もある。
ワンマン運転の普通列車・快速列車（1・2両編成）の乗車方法は、交通系ICカードの通用エリアの鹿児島中央駅 - 喜入駅間では列車のホーム側のすべてのドアから乗り降りでき、駅で改札を受けるいわゆる都市型ワンマンであり、五位野駅 - 枕崎駅間においては無人駅および有人駅での営業時間外の停車時に関しては、前の車両のドアのみ開き（中扉は開かず・後ろ乗り前降り）、乗車時に後ろのドアから支払い手段に関係無く整理券を取り、降車時に運賃等とともに運転士に渡す、郊外型ワンマンである。なお、五位野駅 - 喜入駅間における交通系ICカード決済および五位野駅 - 指宿駅間におけるクレジット決済の場合は、降車時に運転士に整理券を渡して使用するカードを提示した上で改札口の当該機器で決済する。2006年（平成18年）3月17日までは鹿児島中央駅 - 喜入駅間でもこれに準じており、2023年（令和5年）頃より不正乗車防止の観点から五位野駅 - 喜入駅間における全ドア乗降取り扱いを取り止めた。

### 特急「指宿のたまて箱」・快速「なのはな」
鹿児島中央駅 - 指宿駅間に臨時特急「指宿のたまて箱」が3往復、鹿児島中央駅 - 指宿駅・山川駅間に快速「なのはな」（鹿児島中央駅 - 平川駅間は各駅に停車）が下り4本・上り3本運転されている。
指宿枕崎線の快速はキハ200系気動車が投入される1992年（平成4年）7月15日のダイヤ改正まで「いぶすき」の愛称で運行されていた。2004年3月13日のダイヤ改正から、観光特急「指宿のたまて箱」によって置き換えられる2011年（平成23年）3月12日のダイヤ改正まで、観光利用を念頭に置いた指定席連結の特別快速「なのはなDX」が登場した。
使用されるキハ200系気動車のうち、キハ200-9・1009は「なのはなDX」専用塗装であったが、現在はほかの車両と同じ側面に大きく「NANOHANA」と書かれた塗装に戻されている。「なのはなDX」の指定席に使われていたキハ220形は1102の1両しかないため、同車両が検査や故障時は指定席車なしの「なのはな」として運転されていた。なお、キハ220形1102は「なのはなDX」廃止後、指宿枕崎線の運用から外れている。

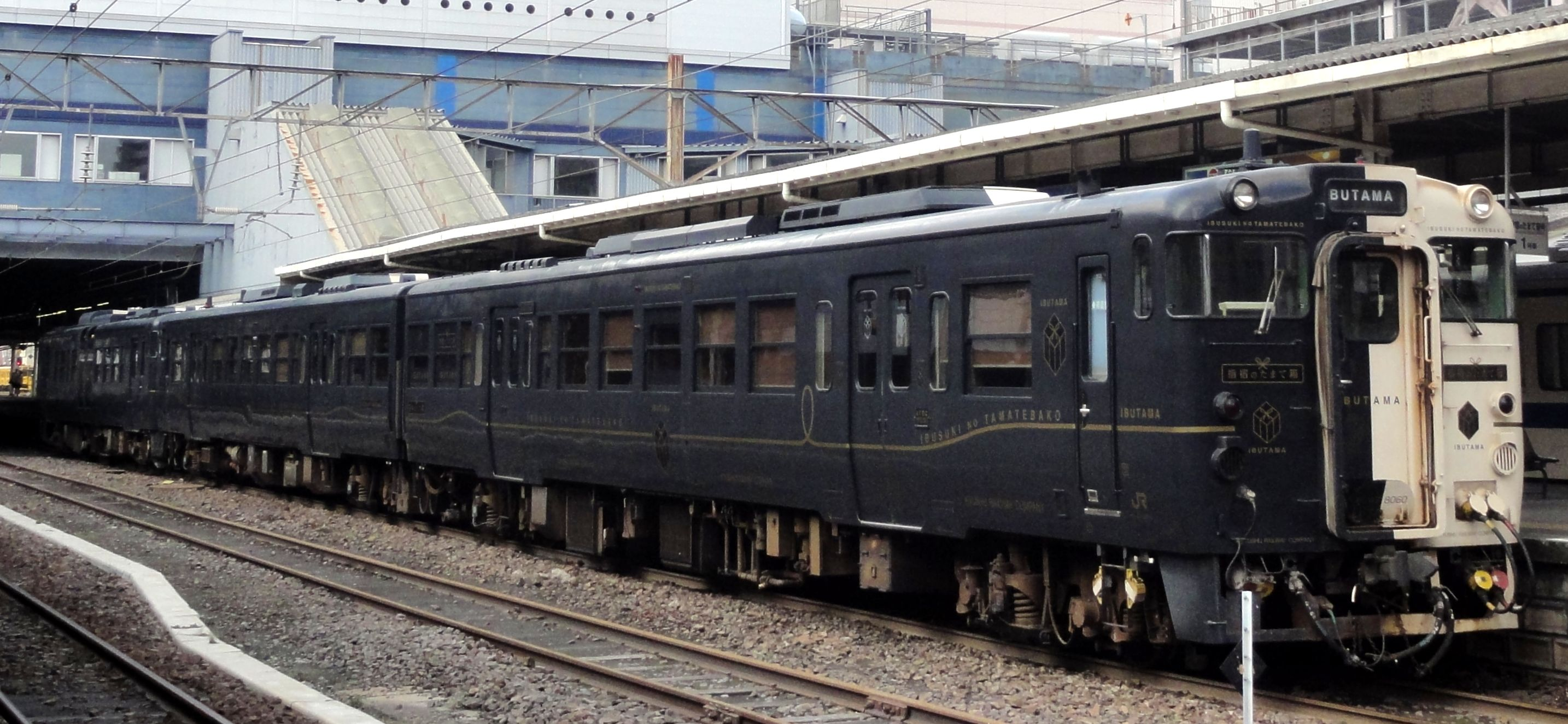
特急「指宿のたまて箱」（キハ47形・キハ140形）
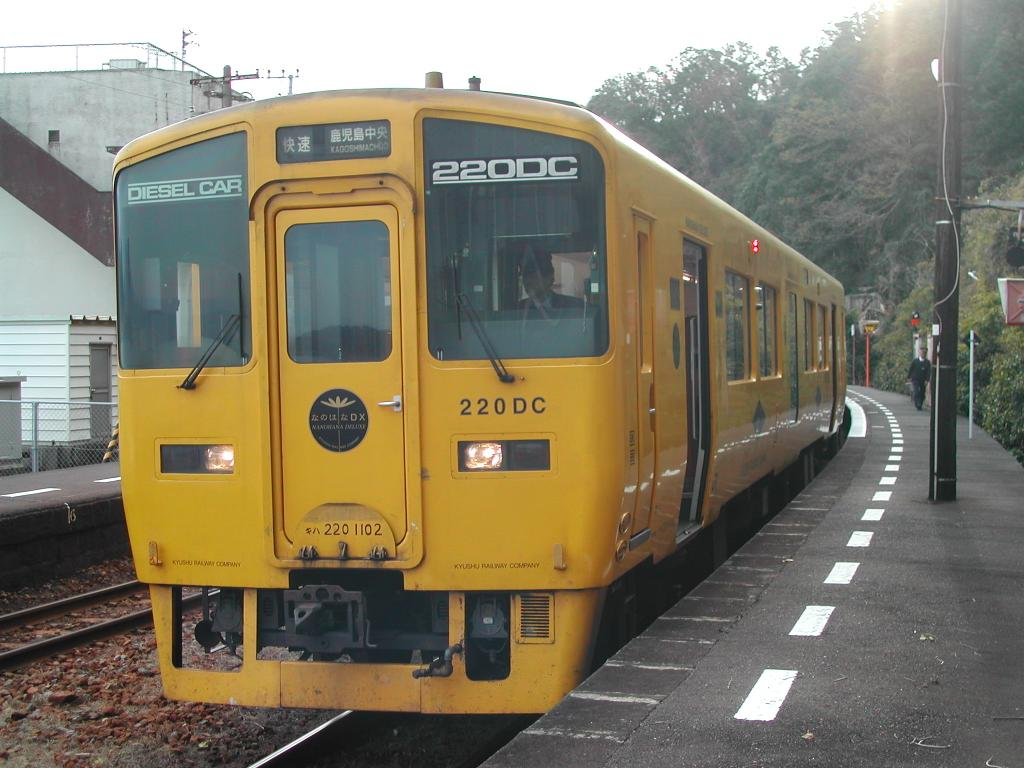
快速「なのはなDX」（キハ220形）

## 使用車両

### 現在の車両
いずれも気動車で、全車が鹿児島車両センターに所属している。

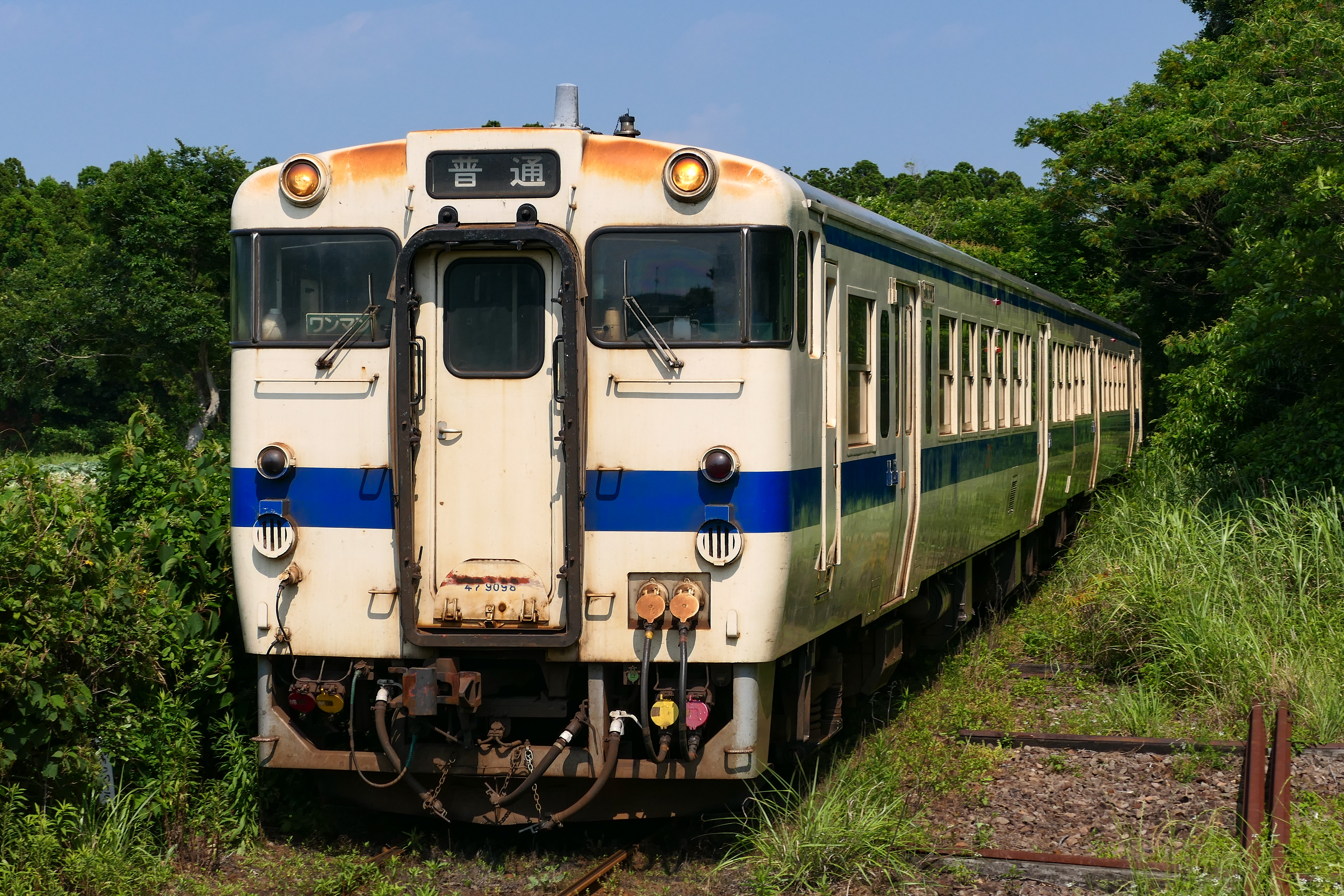
キハ40系（キハ40形・キハ47形・キハ140形・キハ147形）
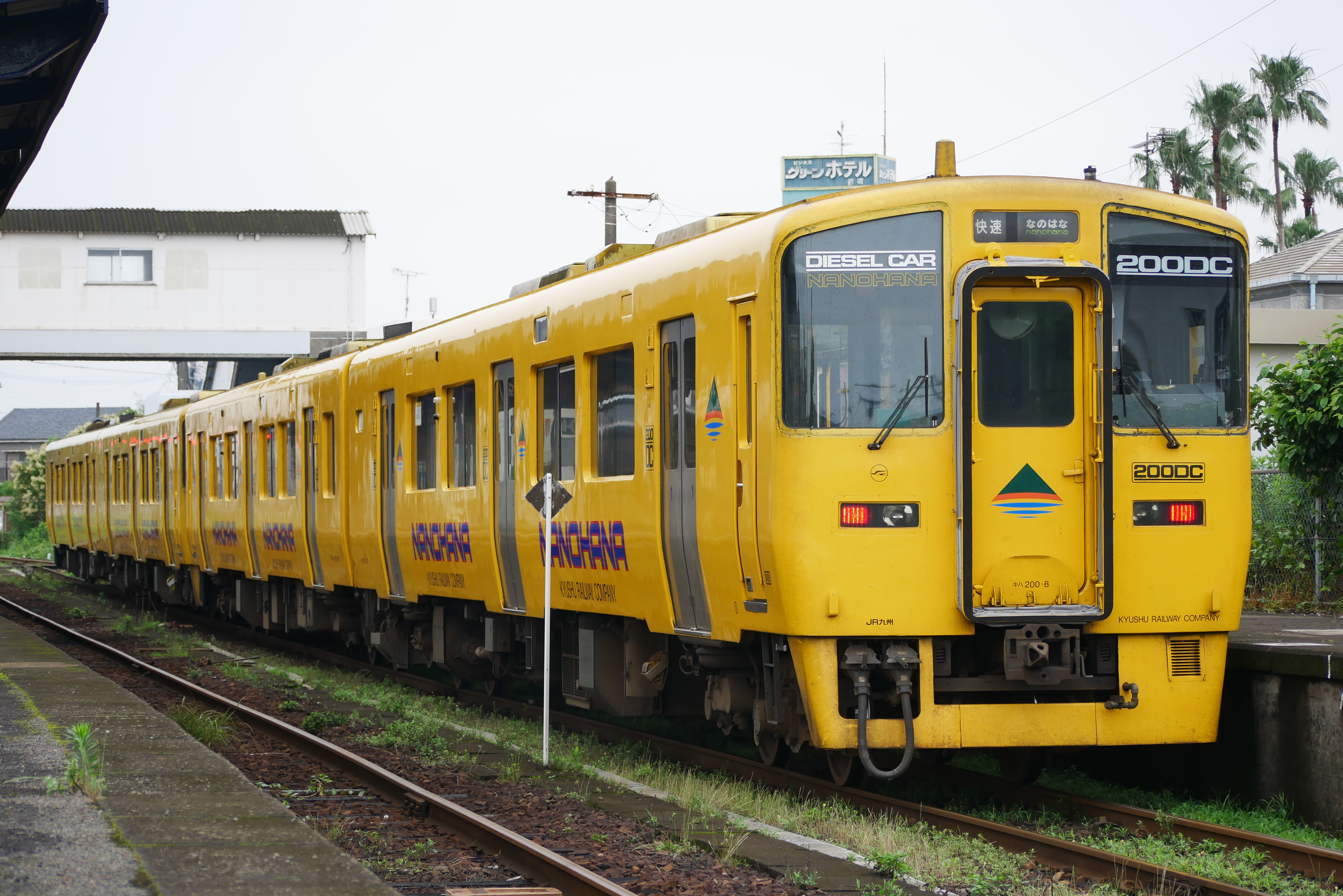
キハ200系
普通列車では全線で[31]、臨時特急「指宿のたまて箱」でもキハ47・キハ140の改造車を使用して[32]鹿児島中央駅 - 指宿駅間で運用される。
1984年（昭和59年）、当線で運用されるキハ47-90[注 7]に対しキハ40系で初となる冷房改造が施工された。バス用クーラーエンジンユニットが2エンド側床下に装着された。当初は室内の暖房用立ち上がりダクトを活用して床下から天井へ冷風を送る方式であったが、冷房効果を高める目的でJR他社で導入が進んでいたバス用の室内天井設置型クーラーへ順次変更された。これに続きキハ40形も順次施工され、鹿児島車両センター所属のキハ40系全車が冷房化された。
キハ47-1078は、2009年（平成21年）3月22日より「カツオ号」としてカツオのイラストが描かれたラッピングがされていた[33]。デザインは鹿児島水産高校の生徒が発案したもので、2010年（平成22年）まで運行された。なお同車（その後の機関換装によりキハ47-9078に改番）は2023年（令和5年）現在、外観は標準塗装ながらも沿線自治体である鹿児島・指宿・南九州・枕崎の各市の大判PR広告を車内のドア上および車端妻面のスペースに掲出している[注 8]。
2024年（令和6年）3月18日より、肥薩線開業120周年、吉都線開業110周年、指宿枕崎線開業60周年を記念して、キハ40-8038が国鉄色に復刻され、全線で運転されている[注 9][34][35]。
2007年（平成19年）頃、鹿児島中央発山川行きの定期普通列車を土休日に限り延長運転する形で、キハ40系列2両編成で鹿児島中央駅 - 西頴娃駅間に下り片道のみながら愛称付き普通列車「いせえび号」が運転されていた[36]（「西頴娃駅」の項目で詳説あり）。これは愛称付き列車としては日本最南端を走っていた列車である[注 10]。
- キハ200系
鹿児島中央駅 - 山川駅間で運用される[31][注 11]。
1992年（平成4年）より、筑豊地区に続き0・1000番台（クロスシート車）4編成が新製投入され、1997年（平成9年）に香椎線系統から500・1500番台（ロングシート車）3編成が転属した。いずれも当初は「赤い快速」塗装であったが、順次黄色の「なのはな」塗装に変更された。その過程ではユニット（2両）単位での混色編成も見られた。
クロスシート車とロングシート車はダイヤ上区別して運用されているほか、鹿児島中央駅の終端式ホームを主に使用する関係で、両者が併結される際はロングシート車が鹿児島中央寄りに連結される[注 12]。ただし2016年（平成28年）3月に10+1010の編成、2018年（平成30年）1月には9+1009の編成のロングシート化が完了したため、クロスシート編成が当初の4編成から2編成に半減し、クロスシート限定の運用にも多くの頻度でロングシート車が充当されるようになっていたが、2018年（平成30年）3月改正より限定運用のダイヤがクロスシート車2編成に対応したものに見直されている。
2021年（令和3年）3月のダイヤ改正で長崎支社佐世保車両センターより、556+1556、565+1565の2編成（いずれもロングシート車）が転属している。同年12月までに、長崎地区で運用されていたころの「シーサイドライナー」塗装（青色）から他車と同一の「なのはな」塗装（黄色）に変更された。その過程では青（シーサイドライナー塗装）と黄色（なのはな塗装）の混色編成も見られた。

- キハ47形
- キハ200系

### 過去の車両

#### 機関車
- C12形[43]
- C56形[43]
- DD16形：鹿児島中央駅 - 山川駅間で貨物列車として運用[43]。

#### 気動車
- キハ20系
- キハ55系
- キハ58系・キハ28系：急行「錦江」で運用[43]。
- キハ65系：急行「錦江」で運用[43]。

## 利用状況

#### 平均通過人員
各年度の平均通過人員（人/日）および旅客運輸収入は以下のとおりである。
| 年度                   | 平均通過人員（人/日） | 平均通過人員（人/日） | 平均通過人員（人/日） | 平均通過人員（人/日） | 旅客運輸収入 （百万円/年） | 出典   |
| 年度                   | 全区間                | 鹿児島中央 - 喜入     | 喜入 - 指宿           | 指宿 - 枕崎           | 旅客運輸収入 （百万円/年） | 出典   |
| ---------------------- | --------------------- | --------------------- | --------------------- | --------------------- | -------------------------- | ------ |
| 1987年度（昭和62年度） | 3,751                 | 8,253                 | 3,687                 | 942                   |                            | [ 44 ] |
| 2016年度（平成28年度） | 3,207                 | 8,332                 | 2,477                 | 301                   | 1,246                      | [ 45 ] |
| 2017年度（平成29年度） | 3,269                 | 8,474                 | 2,551                 | 306                   | 1,341                      | [ 46 ] |
| 2018年度（平成30年度） | 3,283                 | 8,555                 | 2,537                 | 291                   | 1,352                      | [ 47 ] |
| 2019年度（令和元年度） | 3,184                 | 8,346                 | 2,405                 | 277                   | 1,310                      | [ 48 ] |
| 2020年度（令和02年度） | 2,492                 | 6,631                 | 1,661                 | 255                   | 794                        | [ 49 ] |
| 2021年度（令和03年度） | 2,466                 | 6,558                 | 1,674                 | 240                   | 865                        | [ 50 ] |
| 2022年度（令和04年度） | 2,682                 | 7,168                 | 1,862                 | 220                   | 1,036                      | [ 44 ] |
| 2023年度（令和05年度） | 2,867                 | 7,685                 | 1,988                 | 222                   | 1,209                      | [ 51 ] |

#### 線区別収支
平均通過人員が2,000人/日未満の線区（喜入駅 - 指宿駅間、指宿駅 - 枕崎駅間）における各年度の収支（営業収益、営業費、営業損益）は以下のとおりである。▲はマイナスを意味する。
| 年度                   | 収支（百万円） | 収支（百万円） | 収支（百万円） | 出典   |
| 年度                   | 営業収益       | 営業費         | 営業損益       | 出典   |
| ---------------------- | -------------- | -------------- | -------------- | ------ |
| 2020年度（令和02年度） | 116            | 364            | ▲248           | [ 52 ] |
| 2021年度（令和03年度） | 130            | 314            | ▲185           | [ 53 ] |
| 2022年度（令和04年度） | 171            | 425            | ▲254           | [ 54 ] |
| 2023年度（令和05年度） | 211            | 443            | ▲232           | [ 55 ] |

| 年度                   | 収支（百万円） | 収支（百万円） | 収支（百万円） | 出典   |
| 年度                   | 営業収益       | 営業費         | 営業損益       | 出典   |
| ---------------------- | -------------- | -------------- | -------------- | ------ |
| 2018年度（平成30年度） | 43             | 448            | ▲405           | [ 56 ] |
| 2019年度（令和元年度） | 43             | 397            | ▲354           | [ 57 ] |
| 2020年度（令和02年度） | 28             | 550            | ▲522           | [ 52 ] |
| 2021年度（令和03年度） | 28             | 522            | ▲494           | [ 53 ] |
| 2022年度（令和04年度） | 29             | 365            | ▲337           | [ 54 ] |
| 2023年度（令和05年度） | 32             | 494            | ▲462           | [ 55 ] |

## 駅一覧
- 停車駅
  - 普通…すべての駅に停車
  - 快速「なのはな」…●印の駅は全列車が停車、｜印の駅は全列車が通過
  - 特急は「指宿のたまて箱」の記事を参照
- 線路（全線単線） … ◇・∨：列車交換可、｜：列車交換不可
- 全駅鹿児島県内に所在。

| 駅名         | 営業キロ | 営業キロ | 快速 | 接続路線 | 線路 | 所在地   |
| 駅名         | 駅間     | 累計     | 快速 | 接続路線 | 線路 | 所在地   |
| ------------ | -------- | -------- | ---- | --- | ---- | -------- |
| 鹿児島中央駅 | -        | 0.0      | ●    | 九州旅客鉄道： 九州新幹線・■鹿児島本線・■日豊本線 鹿児島市電：第二期線・唐湊線（鹿児島中央駅前停留場：N11） | ∨    | 鹿児島市 |
| 郡元駅       | 2.2      | 2.2      | ●    | | ｜   | 鹿児島市 |
| 南鹿児島駅   | 1.3      | 3.5      | ●    | 鹿児島市電：谷山線（南鹿児島駅前停留場：I19）                                                               | ◇    | 鹿児島市 |
| 宇宿駅       | 1.4      | 4.9      | ●    | | ｜   | 鹿児島市 |
| 谷山駅       | 2.6      | 7.5      | ●    | | ◇    | 鹿児島市 |
| 慈眼寺駅     | 1.7      | 9.2      | ●    | | ◇    | 鹿児島市 |
| 坂之上駅     | 2.1      | 11.3     | ●    | | ｜   | 鹿児島市 |
| 五位野駅     | 2.8      | 14.1     | ●    | | ◇    | 鹿児島市 |
| 平川駅       | 3.1      | 17.2     | ●    | | ｜   | 鹿児島市 |
| 瀬々串駅     | 3.4      | 20.6     | ｜   | | ◇    | 鹿児島市 |
| 中名駅       | 3.4      | 24.0     | ｜   | | ◇    | 鹿児島市 |
| 喜入駅       | 2.6      | 26.6     | ●    | | ◇    | 鹿児島市 |
| 前之浜駅     | 3.8      | 30.4     | ｜   | | ◇    | 鹿児島市 |
| 生見駅       | 4.6      | 35.0     | ｜   | | ◇    | 鹿児島市 |
| 薩摩今和泉駅 | 2.9      | 37.9     | ●    | | ◇    | 指宿市   |
| 宮ケ浜駅     | 2.8      | 40.7     | ｜   | | ｜   | 指宿市   |
| 二月田駅     | 2.7      | 43.4     | ●    | | ｜   | 指宿市   |
| 指宿駅       | 2.3      | 45.7     | ●    | | ◇    | 指宿市   |
| 山川駅       | 4.3      | 50.0     | ●    | | ◇    | 指宿市   |
| 大山駅       | 4.2      | 54.2     |      | | ｜   | 指宿市   |
| 西大山駅     | 2.5      | 56.7     |      | | ｜   | 指宿市   |
| 薩摩川尻駅   | 1.1      | 57.8     |      | | ｜   | 指宿市   |
| 東開聞駅     | 1.8      | 59.6     |      | | ｜   | 指宿市   |
| 開聞駅       | 1.4      | 61.0     |      | | ｜   | 指宿市   |
| 入野駅       | 1.8      | 62.8     |      | | ｜   | 指宿市   |
| 頴娃駅       | 3.3      | 66.1     |      | | ｜   | 南九州市 |
| 西頴娃駅     | 1.6      | 67.7     |      | | ◇    | 南九州市 |
| 御領駅       | 2.7      | 70.4     |      | | ｜   | 南九州市 |
| 石垣駅       | 2.4      | 72.8     |      | | ｜   | 南九州市 |
| 水成川駅     | 1.4      | 74.2     |      | | ｜   | 南九州市 |
| 頴娃大川駅   | 1.8      | 76.0     |      | | ｜   | 南九州市 |
| 松ケ浦駅     | 2.1      | 78.1     |      | | ｜   | 南九州市 |
| 薩摩塩屋駅   | 1.8      | 79.9     |      | | ｜   | 南九州市 |
| 白沢駅       | 2.0      | 81.9     |      | | ｜   | 枕崎市   |
| 薩摩板敷駅   | 2.5      | 84.4     |      | | ｜   | 枕崎市   |
| 枕崎駅       | 3.4      | 87.8     |      | | ｜   | 枕崎市   |

1. ↑  日豊本線の正式な終点は鹿児島駅だが、すべての列車が鹿児島中央駅に乗り入れる。

### 過去の接続路線
- 枕崎駅：鹿児島交通枕崎線 - 1984年（昭和59年）3月18日廃止